# John Shae Perring
John Shae Perring (1813 - 1869) fou un enginyer, egiptòleg i antropòleg britànic. Ajudant del coronel Richard Vyse, va excavar nombroses piràmides de la regió de Memfis a Egipte, sense dubtar fins i tot a utilitzar la dinamita per obrir-se camí en molts monuments, entre els quals la cambra funerària de la Piràmide de Micerí.
Perring explorà per primer cop l'interior de la Piràmide d'Userkaf a Saqqara el 1839, passant par un túnel de lladre descobert anteriorment per l'arqueòleg Orazio Marucchi el 1831. Perring pensava que la piràmide pertanyia a Djedkare però aquesta fou correctament identificada per l'egiptòleg Cecil Firth el 1928. Firth va morir el 1931 i les seves excavacions de la piràmide no es van reprendre fins al 1948, quan Jean-Philippe Lauer hi va continuar les investigacions.
Perring va afegir alguns grafits a la Piràmide roja de Dashur, que encara són visibles.